# Legerova
Legerova [ležerova] ulice v Praze je třída jednosměrně spojující Nuselský most a ulici Wilsonovu. Nazvána je podle francouzského profesora a slavisty Louise Légera (1843–1923), který podporoval myšlenku samostatného českého státu. Většina ulice je v čtvrti Nové Město, část od Římské ulice po Wilsonovu je v čtvrti Vinohrady. Kvůli velmi frekventované dopravě má hodnoty koncentrace prachu nejvyšší nejen v Praze, ale někdy i v rámci celého Česka.

## Historie a názvy
Ve směru ulice vedly novoměstské hradby v celkové délce asi 6 kilometrů. V současnosti část ulice tvoří hranici mezi čtvrtěmi Nové Město a Vinohrady. Je jednosměrnou součástí Severojižní magistrály, vede od Nuselského mostu do centra Prahy, zezadu kolem Národního muzea a končí napojením na Wilsonovu u hlavního nádraží. Opačným směrem vede magistrála po souběžné ulici Sokolské.
Původní název ulice byl Táborská. 8. ledna 1923 byla u příležitosti blížících se 80. narozenin prof. Louise Légera přejmenována na Legerovu. V době druhé světové války se jmenovala Havlíčkova, po válce byl vrácen název Legerova. Do 70. let se jednalo o běžnou ulici blokové velkoměstské zástavby na rozhraní Nového Města a Vinohrad, dopravní význam a vytížení ulice prudce vzrostly otevřením Nuselského mostu, který sem přivedl tranzit ve směru z Pankráce do centra a dále na Holešovice. Roku 1978 byla znovu přejmenována, tentokrát na Lidových milicí, od roku 1990 se opět nazývá Legerova.

### Výslovnost
Ačkoliv se příjmení Léger čte francouzsky [leže(r)] a název ulice by tedy měl znít [ležerova], z důvodu nízkého povědomí o jeho eponymu převážila v běžném užívání česká výslovnost (případně pod vlivem němčiny zcela nesprávně [légrova]). Za správnou výslovnost se však považuje francouzská podoba [ležerova].

## Průběh
Z jihu na sever (směr dopravy i číslování domů) prochází Legerova těmito místy:
- park Karlovské předmostí, křižovatka s ul. Boženy Němcové (autobusová zastávka Karlov)
- světelná křižovatka s ul. Wenzigovou
- Fügnerovo náměstí, pěší propojení ul. Koubkovou
- křižovatka s ul. Tyršovou
- světelná křižovatka s ul. Rumunskou
- světelná křižovatka na náměstí I. P. Pavlova s ul. Jugoslávskou, přejezd tramvajové tratě
- napojení ul. Vocelovy
- odbočení ul. Mikovcovy
- světelná křižovatka s ul. Anglickou a Ječnou
- Čelakovského sady
- světelná křižovatka s ul. Vinohradskou
- napojení ulice U Divadla
- napojení na ulici Wilsonovu (v přímém i zpětném směru)

Od křižovatky s Vinohradskou vede Legerova podél kolejiště na jižním zhlaví Prahy hlavní nádraží. Zčásti pod ulicí vede tunel pražské linky metra C.

## Budovy, firmy a instituce
- Christian International School of Prague – Legerova 5[10]
- Obvodní soud pro Prahu 5 – Legerova 7[11]
- Avenue Hotels – Legerova 19[12]
- pivnice Legerova – Legerova 30[13]
- restaurace Legenda – Legerova 39[14]
- HZS hl. m. Prahy – Legerova 57[15]
- bývalé Borůvkovo sanatorium – Legerova 61 a 63[16]
- hotel Alton – Legerova 62[17]
- restaurace Čestr – Legerova 75

Ze zadní strany prochází Legerova kolem staré a Nové budovy Národního muzea a Státní opery.